# Garoupa-batata
A garoupa-batata (Epinephelus tukula) é uma espécie de peixe da família Serranidae na ordem dos perciformes encontrada desde o Oceano Índico e Pacífico ocidental até o Mar Vermelho.

## Taxonomia
A garoupa-batata foi descrita formalmente pela primeira vez por RL Playfair e A. Günther como Serranus dispar (Playfair, 1867) e aceito como Epinephelus tukula (Morgans, 1959), conforme descrito por JFC Morgans da Organização de Pesquisa Pesqueira da África Oriental em Zanzibar com a localidade-tipo fornecida sendo a Ilha de Mafia na Tanzânia.

## Características

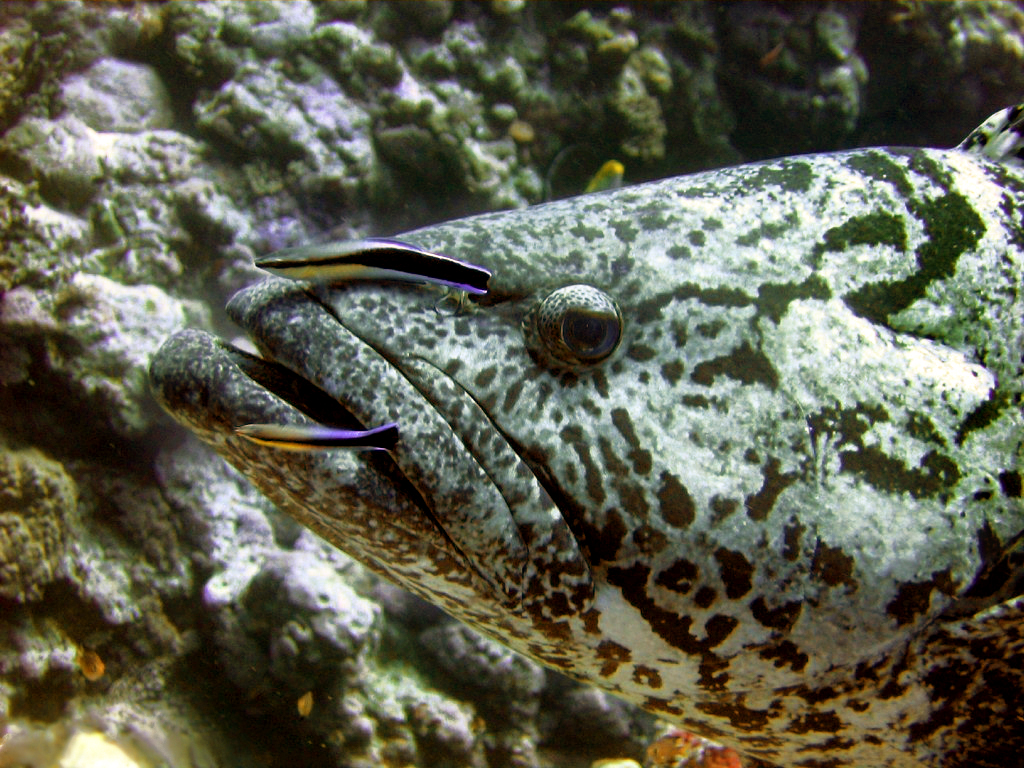
Uma garoupa-batata sendo limpada por dois bodiões-limpadores (Labroides dimidiatus)

Apresenta um comprimento padrão que é de 2,9 a 3,5 vezes sua profundidade. Possui uma região levemente convexa entre os olhos, e o perfil superior da cabeça é reto. O pré-opérculo é arredondado ou subangular e tem serrilhas ligeiramente alargadas em seu canto, enquanto a cobertura branquial tem uma borda superior reta. Existem 11 espinhos e de 14 a 15 raios moles na nadadeira dorsal e três espinhos e oito raios na nadadeira anal. As membranas entre os espinhos da nadadeira dorsal são recortadas. A nadadeira caudal é arredondada. Esta espécie é de cor cinza-acastanhada pálida e adornada com grandes manchas escuras amplamente espaçadas. Linhas escuras emanam de seus olhos e existem pequenas manchas da mesma cor nas nadadeiras. Trata-se de uma espécie grande e robusta de garoupa que atinge um comprimento máximo registrado de 200 cm e um peso de 110 kg. Acredita-se que as manchas escuras em seu corpo assemelham-se ao formato de batatas, daí seu nome comum.

## Distribuição
A garoupa-batata possui uma vasta distribuição nos oceanos Índico e Pacífico, porém é incomum e rara na maior parte das regiões. É mais frequente ao longo da costa da África Oriental, do Mar Vermelho até KwaZulu-Natal na África do Sul e nas ilhas do Oceano Índico de Madagascar, Seychelles, Maurício e Reunião. Ela também é encontrada na costa ocidental da Índia e Sri Lanka a leste do Pacífico, onde se estende até as Ilhas Salomão, ao norte até o sul do Japão e ao sul até a Austrália. Não há registros no Golfo Pérsico. Na Austrália, sua distribuição abrange de Shark Bay, na Austrália Ocidental, até as costas do norte, alcançando Moreton Bay, em Queensland. Também é encontrada na Grande Barreira de Corais.

## Habitat e biologia
A garoupa-batata é encontrada em recifes de corais, nos canais dos recifes e nas proximidades de montes marinhos em regiões onde há uma corrente forte. Os juvenis preferem águas rasas e são frequentemente avistados em poças de maré no recife, enquanto os adultos são encontrados em profundidades que variam entre 10 e 150 metros. São solitários e, em geral, permanecem dentro de sua área de distribuição. São predadores de emboscada que atacam pequenas raias, caranguejos, peixes, lulas, polvos e lagostas. Se escondem de suas presas utilizando o coral como abrigo e lançam-se quando ela está ao alcance, engolindo-a por completo. Apresentam comportamento agressivo e defendem seu território, mas possuem uma área de distribuição relativamente pequena. Atingem a maturidade sexual entre 90 e 99 centímetros e pesam entre 16 e 18 quilos, aproximadamente aos 12 anos de idade. Agregações de peixes menores foram observadas, mas não se sabe se esta espécie se agrega para desovar. Indivíduos em cativeiro foram induzidos a mudar de sexo, de fêmea para macho, de modo que a garoupa-batata pode, assim como outras garoupas, ser um hermafrodita protogínico.

## Usos
A garoupa-batata é explorada pela pesca local e artesanal em toda a sua área de distribuição e, embora apareça no comércio de peixes vivos em Hong Kong e na China, não é popular nesses locais. Acredita-se que seja vulnerável à sobrepesca, mas esta não parece ser uma ameaça atual para ela. A IUCN classificou seu estado de conservação como "pouco preocupante". É protegida na África do Sul e na Austrália.

## Links externos
- Fishes of Australia : Epinephelus tukula